# Малые Туры
Малые Туры — опустевшая деревня в Сунском районе Кировской области в составе  Кокуйского сельского поселения.

## География
Находится на расстоянии примерно 14 километров по прямой на запад-юго-запад от районного центра поселка  Суна.

## История
Известна была с 1764 года как починок Малые Турки, принадлежавший Успенскому Трифанову монастырю, с 61 жителем. В 1873 году дворов 14 и жителей 117, в 1905 25 и 155, в 1926 21 и 120, в 1950 30 и 93. В 1989 году проживало 39 человек. 

## Население
Постоянное население  составляло 26 человек (русские 85%) в 2002 году, 0 в 2010.